# 宇和田公園
宇和田公園（うわだこうえん）は、埼玉県幸手市にある、幸手市が設置、管理・運営する公園である。

## 概要
この宇和田公園はかつての権現堂川（現在公園周囲の区域では中川が流下している）の堤防を用いて整備された公園である。このため公園の地形は、おおよそ東西に細長くなっている。公園の所在している旧堤防上には桜をはじめとする並木が設けられている。
公園の周囲は、南側は水田地域、北側は市道・ひばりヶ丘工業団地・中川、東側は新4号国道となっている。このうち中川では多様な生物が生息しており、魚類が多く鮎の遡上もみられる。

## 施設
- 遊具
- トイレ
- ベンチ
- 駐車場
- 庄内古川改良記念碑

## 所在地
- 〒340-0124
- 埼玉県幸手市上宇和田[3]

## 周辺
- ひばりヶ丘工業団地
- 江川工業団地
- 富士浅間神社
- 幸手総合公園
- 上吉羽2号緑道
- 中川
  - 権現堂橋
  - 権現堂堰
- 幸手放水路
- 五霞落川